# Walter Bradford Cannon
Pour les articles homonymes, voir Cannon.

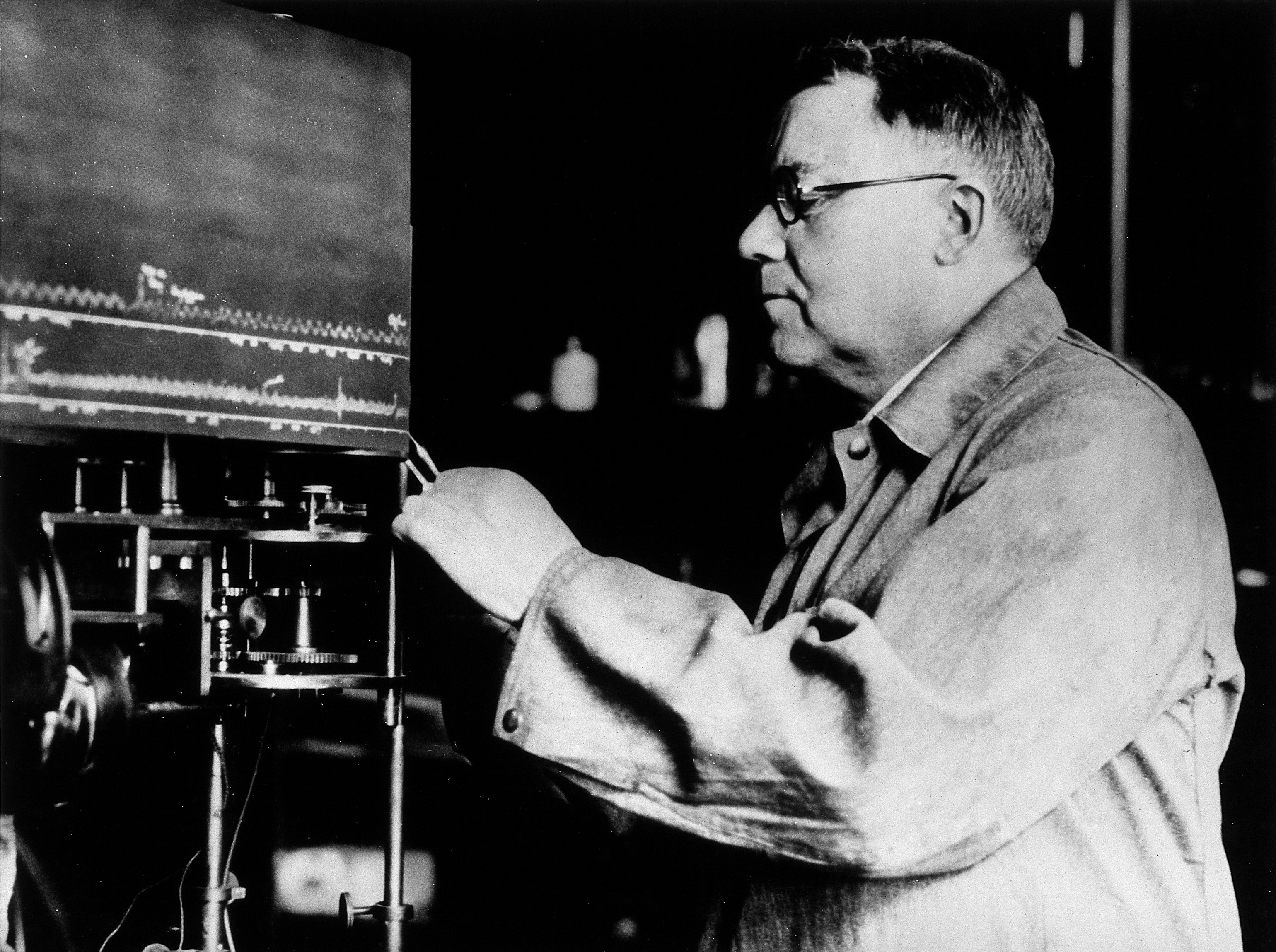
Walter Bradford Cannon

Walter Bradford Cannon (19 octobre 1871 - 1er octobre 1945) est un physiologiste américain, professeur à la Harvard Medical School.
C'est un des précurseurs des rayons X. 

Il a entre autres développé le principe de la réponse combat-fuite à l'origine de celui de double contrainte, et, après Claude Bernard, du concept d'homéostasie notamment dans The Wisdom of the Body (1932). Ce concept d'homéostasie, l'un des plus importants en biologie et en physiologie, est une des clés du développement du mouvement cybernétique.

Il a été président de l’American Physiological Society (APS) de 1914 à 1916.

## La sérendipité
C'est lui qui introduit le mot et le concept de sérendipité dans le monde scientifique médical en 1945, par un chapitre « Gains from Serendipity » de The Way of Investigator. A Scientist's Experiences in Medical Research. 

Il donne comme exemples les découvertes de Christophe Colomb, Luigi Galvani, Hans Christian Ørsted, Michael Faraday, Claude Bernard, Charles Richet, Louis Pasteur.

Sa définition de la sérendipité : « La faculté ou la chance de trouver la preuve de ses idées de manière inattendue, ou bien de découvrir avec surprise de nouveaux objets ou relations sans les avoir cherchés. »

Il insiste sur l'importance de la sagacité .